# Hans Stein (Politiker, 1965)
Hans Hermann Stein (* 27. Juni 1965 in Köln-Lindenthal) ist ein deutscher Politiker der Freien Demokratischen Partei (FDP) und war von 2006 bis 2011 sowie 2018 bis 2022 Leiter der Vertretung des Landes Nordrhein-Westfalen bei der Europäischen Union in Brüssel. Seit dem 1. Dezember 2022 ist er Geschäftsführer der Mittelstandsförderungsgesellschaft Zenit GmbH.

## Lebenslauf
Stein studierte Volkswirtschaftslehre in Bonn und Köln und war danach als Geschäftsführer des Instituts für Wirtschaftspolitik an der Universität zu Köln sowie Bundesgeschäftsführer der Arbeitsgemeinschaft Selbstständiger Unternehmer tätig. Er lebt in einer Lebenspartnerschaft.

## Politischer Werdegang
Stein war seit 1987 Mitglied bei den Jungen Liberalen und ist es seitdem auch in der FDP. Im Ortsverband Köln-West war er Vorsitzender des Jugendverbandes und bis 2000 der Partei im Ortsverband West. Stein leitete bis 1996 das Bundestagsbüro des FDP-Politikers Paul Friedhoff und war ab dann bis 2000 Mitglied des Kölner FDP-Kreisvorstandes. Seit 2000 war er Mitglied des FDP-Bezirksvorstandes Köln/Bonn, seit 2002 dessen Schatzmeister. Von 2011 bis 2015 war er Vorsitzender des FDP-Kreisverbandes Köln. Bei den Landtagswahlen 2000 und 2005 war er Spitzenkandidat der Kölner FDP und erzielte zuletzt mit 10,0 % im Stadtbezirk Lindenthal das bis dahin beste Wahlkreisergebnis der FDP in NRW. 2013 war Stein Direktkandidat der FDP für die Bundestagswahl im Wahlkreis Köln II.

## Wirken und Ämter in Stiftungen
- Mitglied der Ludwig-Erhard-Stiftung
- Vorstandsmitglied der Wolfgang-Döring-Stiftung
- 1996–1998 Vizepräsident des Verbands der Stipendiaten und Altstipendiaten der Friedrich-Naumann-Stiftung und 2011–2018 deren Leiter des Regionalbüros in Brüssel.[6]

## Leiter der Vertretung des Landes Nordrhein-Westfalen bei der Europäischen Union in Brüssel
Nachdem Stein dieses Amt schon einmal von 2006 bis 2011 ausgeübt hatte, wurde er von 2018 bis 2022 erneut in dieses berufen. Er berichtete in dieser Funktion an den Staatssekretär für Bundes- und Europaangelegenheiten sowie Internationales des Landes Nordrhein-Westfalen Mark Speich.  Die Vertretung umfasst insgesamt über 30 Mitarbeiter.

## Geschäftsführer bei Zenit
Mit Wirkung zum 1. Dezember 2022 wurde Stein Geschäftsführer in der Zenit - Zentrum für Innovation und Technik in NRW GmbH. Dieses in Mülheim ansässige Unternehmen, zu deren Gesellschaftern das Land NRW gehört, unterstützt im Auftrag der öffentlichen Hand  vor allem KMU sowie Hochschulen und Forschungseinrichtungen durch Technologie- und Wirtschaftsförderung sowie Hilfe bei der Internationalisierung.